# Iglerne
Iglerne (originaltitel: Drag) er en amerikansk dramafilm fra 1929, produceret af Richard A. Rowland og instrueret af Frank Lloyd.
Manuskriptet blev skrevet af Bradley King baseret på romanen Drag: A Comedy fra 1925 af William Dudley Pelley. Filmen har Richard Barthelmess og Lucien Littlefield i hovedrollerne.
Frank Lloyd var nomineret til en Oscar for bedste instruktør for denne film og for filmen Bag Fængslets Port.
Man troede længe at filmen var en forsvundet film, men blev senere genopdaget. Filmen havde oprindeligt to versioner en tonefilmsversion og en stumfilmsversion.

## Eksterne Henvisninger
- Iglerne på Internet Movie Database (engelsk)
- Iglerne på MovieMeter (nederlandsk)
- Iglerne på Turner Classic Movies (engelsk)
- Iglerne på The Movie Database (engelsk)
- Iglerne på Filmaffinity (engelsk)